# 달분화구

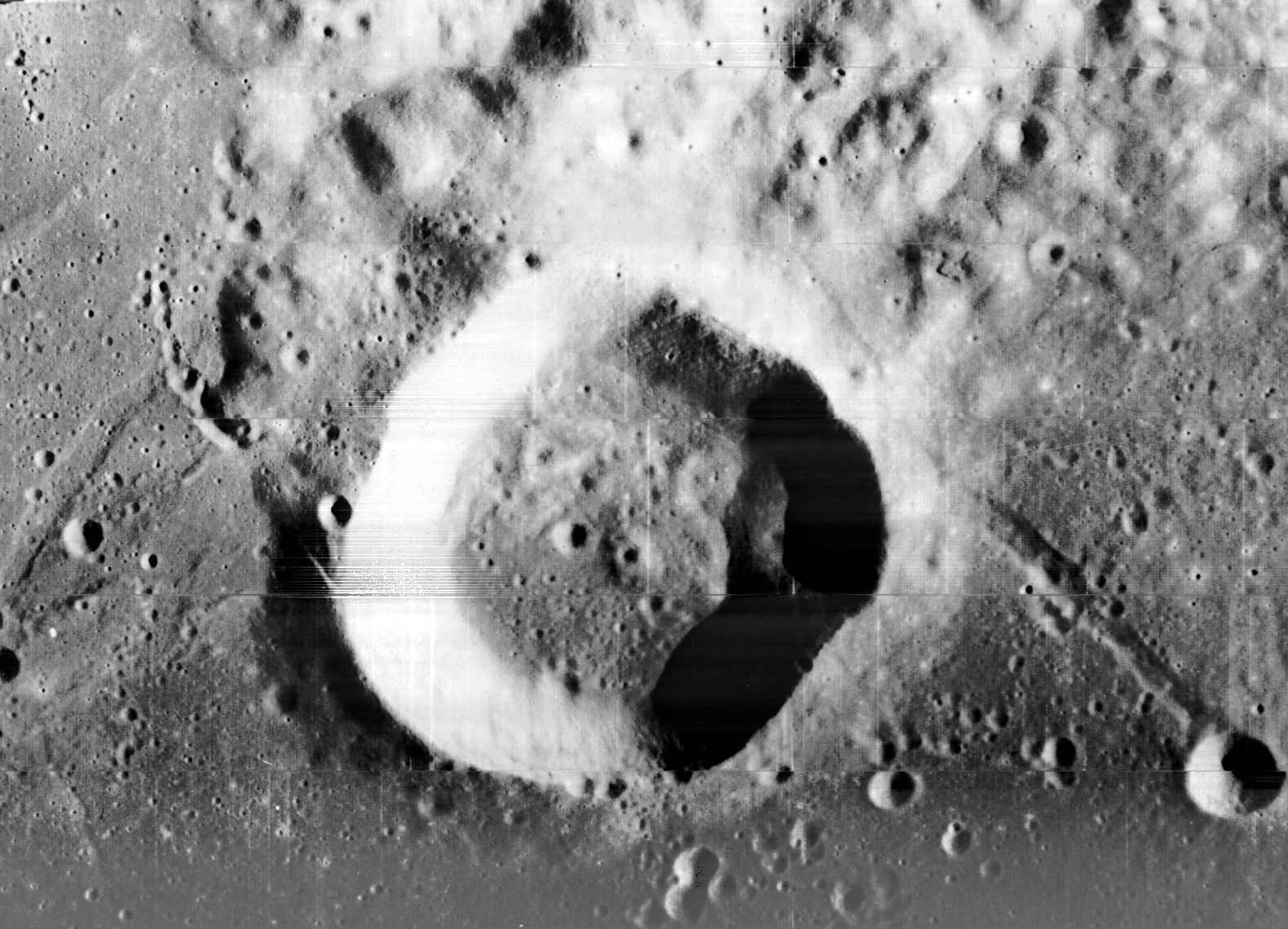
웹(Webb) 분화구

달분화구는 지구의 달의 충돌구를 말한다. 달의 표면은 수많은 분화구가 있으며 이 중 대부분이 충격으로 말미암아 형성되었다.

## 역사
분화구의 영어 낱말 crater 그릇을 의미하는 그리스어 낱말 Κρατήρ(포도주와 물을 섞기 위해 사용한 용기)에서 비롯되었다. 갈릴레오는 1609년 말 자신의 첫 망원경을 만들고 1609년 11월 30일 처음으로 방향을 달 쪽으로 틀었다. 당시 일반적인 의견과 대조적으로 달은 완벽한 구체가 아니었고 산과 침몰 부위가 있었음을 밝혀냈다. 1791년 슈뢰터(Johann Hieronymus Schröter)는 이를 분화구(crater)라고 이름지었다.

## 같이 보기
- 충돌구